# Spumone
El spumone (de spuma, 'espuma, escuma'; plural spumoni) és un gelat italià fet en motlle i compost per capes de diferents colors i gusts, normalment conté fruita confitada i nou. Té típicament tres gusts, amb una capa de fruita o nou entre aquestes. Les capes de gelat es mesclen sovint amb nata muntada. La xocolata i el festuc són els gusts típics de les capes de gelat, i la capa de fruita o nou conté sovint trossets de cirera, la qual cosa genera la tradicional combinació de vermell o rosa, marró i verda.
El plat procedeix de Nàpols, i el gelat napolità de tres gusts va evolucionar a partir d'ell.